# Родригес, Эдемир
Эдемир Родригес Меркадо (исп. Edemir Rodríguez Mercado; родился 21 октября 1984 года, Санта-Крус-де-ла-Сьерра) — боливийский футболист, защитник клуба «Ориенте Петролеро» и сборной Боливии.

## Клубная карьера
Родригес начал карьеру в клубе «Реал Потоси». В 2004 году он дебютировал в чемпионате Боливии. В 2007 году Эдемир помог клубу выиграть Апертуру. В начале 2011 года Родригес перешёл в «Боливар». 23 января в матче против «Стронгест» он дебютировал за новую команду. 8 мая в поединке против «Университарио» Эдемир забил свой первый гол за новую команду. В том же году он во второй раз стал чемпионом Боливии.
В 2012 году Родригес перешёл в азербайджанский «Баку». 20 октября в матче против Карабаха он дебютировал в чемпионате Азербайджана. В этом же поединке Эдемир забил свой первый гол. В 2013 году Родригес вернулся в «Боливар». В 2014 году Родригес помог команде выйти в 1/4 финала розыгрыша Кубка Либертадорес.

## Международная карьера
В 2007 году Родригес был включен в заявку сборной Боливии на участие в Кубке Америки. На турнире он был запасным и на поле так и не вышел. 12 марта 2009 года в товарищеском матче против сборной Мексики он дебютировал за национальную команду.
В 2015 году Родригес попал в заявку на участие в Кубке Америки в Чили. На турнире он сыграл в матче против сборной Чили.

## Достижения
Командные
 «Реал Потоси»
- Чемпион Боливии (1): Апертура 2007

 «Боливар»
- Чемпион Боливии (5): Клаусура 2011, Апертура 2014/15, Клаусура 2014/15, Клаусура 2016/17, Апертура 2016/17

 «Олвейс Реди»
- Чемпион Боливии (1): 2020